# 长江之歌
《长江之歌》是《话说长江》的主题曲，由王世光作曲、胡宏伟填词，季小琴首唱。
在《话说长江》最初播出的时候尚无词。《长江之歌》的歌词是自五千多部作品中挑选，获1984年中央电视台最佳创作奖。后被收入中国大陆教材。